# Nelinho
Manuel Resende de Matos Cabral (Río de Janeiro, 26 de julio de 1950) conocido por su pseudónimo de Nelinho, es un exfutbolista brasileño. Jugaba como lateral y se caracterizaba por su potente pegada, en pelota en movimiento o parada. Es muy recordado su gol contra Italia en la copa mundial de fútbol de 1978.

## Clubes
- América Football Club (1970)
- Futebol Clube Barreirense (1970-1971)
- Anzoátegui Fútbol Club (1971)
- Bonsucesso Futebol Clube (1972)
- Clube do Remo (1972)
- Cruzeiro Esporte Clube (1973-1980)
- Grêmio Foot-Ball Porto Alegrense (1980-1982)
- Clube Atlético Mineiro (1982-1987)

## Selección nacional

### Participación en Copas del Mundo
| Mundial                        | Sede             | Resultado    |
| ------------------------------ | ---------------- | ------------ |
| Copa Mundial de Fútbol de 1974 | Alemania Federal | Cuarto lugar |
| Copa Mundial de Fútbol de 1978 | Argentina        | Tercer lugar |

## Palmarés

### Torneos regionales
| Título             | Club             | Estado             | Año  |
| ------------------ | ---------------- | ------------------ | ---- |
| Campeonato Mineiro | Cruzeiro         | Minas Gerais       | 1973 |
| Campeonato Mineiro | Cruzeiro         | Minas Gerais       | 1974 |
| Campeonato Mineiro | Cruzeiro         | Minas Gerais       | 1975 |
| Campeonato Mineiro | Cruzeiro         | Minas Gerais       | 1977 |
| Campeonato Gaúcho  | Grêmio FBPA      | Río Grande del Sur | 1980 |
| Campeonato Mineiro | Atlético Mineiro | Minas Gerais       | 1982 |
| Campeonato Mineiro | Atlético Mineiro | Minas Gerais       | 1983 |
| Campeonato Mineiro | Atlético Mineiro | Minas Gerais       | 1985 |
| Campeonato Mineiro | Atlético Mineiro | Minas Gerais       | 1986 |

### Torneos internacionales
| Título                       | Club     | Sede     | Año  |
| ---------------------------- | -------- | -------- | ---- |
| Copa Libertadores de América | Cruzeiro | Santiago | 1976 |